# Попов, Андрей Андреевич (1866)
Андрей Андреевич Попов (6 [18] сентября 1866 — не ранее 1917) — русский морской офицер, капитан 1-го ранга (1911). Участник русско-японской войны, Георгиевский кавалер. Историк флота, начальник Морского музея имени Императора Петра Великого.

## Биография
Родился 6 сентября 1866 года, православный. В службе с 1884 года. Окончил Морское Училище (29.09.1887), 27-м в курсе по успеваемости, мичман.
Участник русско-японской войны и обороны Порт-Артура. Старший офицер крейсера «Баян» (1904). 27 января (9 февраля) японский флот приблизился к Порт-Артуру. Российская эскадра вышла навстречу. Крейсера «Баян» и «Новик» во время боя оказались между колоннами русских и японских броненосцев. После первого выстрела японского флагмана «Микаса» «Баян» открыл ответный огонь с расстояния 29 кабельтовых. После начала отхода противника русские крейсера сблизились с концевыми кораблями врага на 19 кабельтовых и открыли огонь из всех орудий. По приказу Старка крейсера присоединились к своей эскадре. В бою «Баян» получил до десяти попаданий 6" снарядов и до 350 мелких пробоин. Погибло 4 матроса, ранено 35 (двое смертельно), ранены лейтенант А. А. Попов и поручик В. К. Самарский. За бой был награждён орденом Святого Станислава 2-й степени с мечами.
Старший офицер учебного судна «Верный» (1905—1906). Командир миноносца «Заветный» (1906) Черноморского флота. Флагманский интендант штаба командующего 1-м Отрядом минных судов Балтийского моря (1907).
Окончил курс военно-морских наук в Николаевской Морской Академии в 1908 году. Командир эскадренного миноносца «Донской Казак» (1908—1909). Историк флота, привлекался к работам по систематизации опыта боевых действий флота. Капитан 1-го ранга (1911). Исполняющий должность начальника Морского музея имени Императора Петра Великого (12.11.1911-1.01.1917), начальник Морского музея имени Императора Петра Великого (01.01.1917-10.1917).

## Награды
Русские:
- орден Святого Станислава 2-й степени с мечами (14.03.1904), приказом Наместника Е.И.В. на Дальнем Востоке № 253 от 14.03.1904 года « За проявленыя особое мужество, воинскую доблесть и в воздаяние отличной храбрости во время отражения внезапной минной атаки на эскадру Тихаго океана 26 го и в бою 27 го января с японским флотом»,
- Золотая сабля с надписью «За храбрость» (02.04.1907) ,
- орден Святого Владимира 4-й степени с мечами и бантом (02.04.1907) ,
- орден Святого Анны 2-й степени (1907) ,
- орден Святого Владимира 3-й степени (14.04.1913) .

Иностранные:
- Французский орден Почетного Легиона офицерский крест (1909)[1].